# Patrick Benon
Pour les articles homonymes, voir Benon (homonymie).
Patrick Benon, est un informaticien et ingénieur béninois des télécommunications. Ancien directeur du Bénin Télécoms, il est nommé  directeur général d'Orange Cameroun en 2021 après avoir occupé ce poste pour la même filiale en Centrafrique et au Botswana.

## Biographie

### Origines et formation
Natif du Bénin, Patrick Benon est titulaire d'un doctorat en informatique, sciences de l'information et services de soutien, obtenu à l'École Nationale Supérieure des Télécommunications de Paris (Telecom ParisTech). Il est également diplômé en ingénierie des télécommunications de la même institution. Ces qualifications lui ont permis de développer une expertise solide dans le domaine des télécommunications,.

### Carrière
Patrick Benon commence sa carrière en France après avoir terminé ses études à l’École Nationale Supérieure des Télécommunications de Paris (Télécom Paristech). Il occupe des postes dans plusieurs entreprises internationales, notamment Schlumberger et Accenture, des leaders mondiaux dans le domaine du conseil en technologie pour les grandes entreprises.
En 2006, il rejoint Benin Telecoms et accède au poste de Directeur Général en 2007. Il occupe cette fonction pendant quatre ans avant de rejoindre le groupe Orange en 2011, où il devient CEO d'Orange Centrafrique jusqu'en 2014. Il poursuit sa carrière en tant que CEO d'Orange Botswana de 2014 à 2021.
En 2021, il est nommé CEO d'Orange Cameroun,,.  En reconnaissance de son parcours, il a été nommé pour le CXO of the Year 2024.